# Реторичко питање
Реторичко питање (грч. ἐρώτηοις, лат. interrogatio) је појам античке реторике, питање на које се не очекује никакав одговор и које се поставља ради постизања реторичког ефекта, а не ради добијања информације. То је само привидно питање, а заправо се ради о афективно набијеној категоричкој тврдњи која се формулише као питање ради јаче увјерљивости, ради оживљавања говора, да би се слушалац подстакао на размишљање, ради изражавања чуђења, огорчења, незадовољства, мржње, сажаљења и сл. 
У античкој реторици постојало је више назива за разне подврсте реторичког питања: еротеза – питање постављено да се изазове посебан одговор; еперотезе – кратко емфатичко питање ради постизања непосредног утиска; антипофора – питање ком одмах слиједи одговор; еротема – питање на које је одговор очигледан, тј. тврдња која се ради јачег наглашавања формулише у облику питања; пузма – протест у облику питања; анаценоза – питање упућено некој одређеној, стварној или измишљеној особи; симбулеуза – питање којим се тражи нечији савјет. 
Све поменуте подврсте се могу свести на два основна облика: један у ком је смисао такав да одговор може бити само „Не” – то је заправо одрична изјавна реченица преформулисана у упитну; и други, питање које изражава престрављеност, огорчење, чуђење, сажаљење, итд., онога ко га поставља, на које се нема правог одговора, односно, то је питање које стоји умјесто зависне реченице пред којом би стајале ријечи: „Зар је могуће…” Због своје наглашене чулности реторичко питање је једно од најчешћих средстава патоса. 
У антици мајстори употребе реторичког питања су били Цицерон и Демостен. 